# Renfe série 279
La série 279 est une série de locomotives électriques bi-tension de la Renfe construite en 1967 afin de pouvoir retirer du service le vieux materiel 1500 volts provenant de la Compañia de los Caminos de Hierros del Norte.

## Description
Curieusement, alors que l'industrie européenne propose de nombreux modèles, c'est vers le Japon que la Renfe va se tourner, et plus précisément vers Mitsubishi. Ces machines sont dérivées d'un modèle préexistant des JNR, mais seules les deux premières sont construites au Japon, le reste étant fabriqué sous licence en Espagne par la CAF et CENEMESA. La grande nouveauté est constituée par les bogies monomoteurs à bi-réduction. Leur centre de gravité assez bas autorise une grande adhérence tout en diminuant les risques de patinage. Lors de la livraison, elles forment la série 7901 à 7916 de la Renfe Elles seront progressivement renumérotées dans la série UIC 279 à partir de 1975.

## Service effectué
À l'origine, toute la série est affectée au dépôt madrilène de Principe Pio. Une fois effectuée la transformation de la ligne Madrid-Avila-Segovia en 3000 volts, elles sont toutes mutées au dépôt de Miranda del Ebro. Avec la fin de la conversion des lignes basques en 3000 volts, elles se font très présentes dans le nord-ouest du pays, mais sont rapidement confinées à la traction des trains de marchandises. 

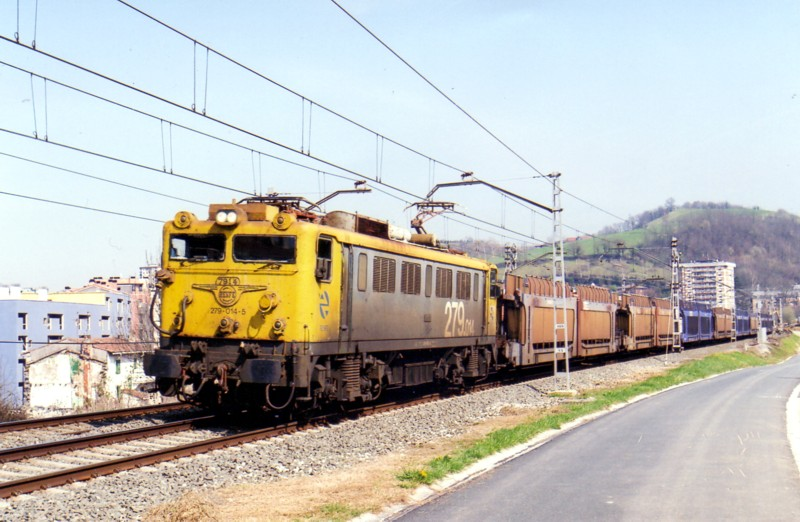
La 279-014-5 en tête d'une rame de porte-autos Transfesa vide passe à Andoaïn (Guipuzcoa) le 16 mars 2006